# Eublemma obliqualis
Eublemma obliqualis är en fjärilsart som beskrevs av Fabricius 1794. Eublemma obliqualis ingår i släktet Eublemma och familjen nattflyn. Inga underarter finns listade i Catalogue of Life.